# 澤田りえ
澤田 りえ（さわだ りえ、7月2日 - ）は、東京都出身の中国で活動する料理研究家、食育料理研究家。

## 人物
幼少期を長崎県で過ごす。東京都立工芸高等学校卒業。文化女子大学生活造形学科卒業（現 文化学園大学）後OLを経て、1997年、中国北京の国立大学である北京広播学院（現 中国伝媒大学）へ留学。卒業後、広告会社やホテル勤務、通信社の翻訳者等を経て独立。カフェやレストランのプロデュース、日中間のビジネスコンサルティング等を行う。
2013年に北京に澤田工作室/Sawada Studioを創立。
日本のキャラ弁などをはじめとした家庭料理の教室や、独自のアイデアを取り入れた食育メソッドクッキングの講演活動を中国各地で行っている。 sohu.net
想像力に溢れた料理の教室は、体験した子どもの好き嫌いを治すとの評判から現地のメディアでは魔法のキッチンと称され、現地での人気を呼んでいる。　 中国メディア「沈一点」より。
中国首都栄養美食学会食育促進委員会、瀋陽栄養師協会食育促進委員会において、唯一の外国籍副主席を務めている。

## 活動

### メディア出演一部
- 北京電視台　北京亜州美食節プロモーション番組
- 旅遊電視台「世界遊/日本編」
- 旅遊電視台「心煮芸」カレー温泉編
- 旅遊電視台「心煮芸」ミルフィーユ鍋編
- 旅遊電視台「心煮芸」鳥の巣弁当編
- 旅遊電視台「心煮芸」コロッケ編

### メディア掲載
- 北京青年報（新聞）
- 中国網（WEB）カラフルな新年のお団子
- 本来生活（雑誌）冬の暖かい料理
- 本来生活（雑誌）春のデザート特集
- 本来生活（雑誌）子供の日 手軽で可愛いサンドイッチ
- 食貼（Mook）「弁当特集」
- 食貼（Mook）「日本食特集」
- 食貼（Mook）「二十四節気の食特集」
- 貝太厨房（雑誌）「親子ご飯特集」
- 貝太厨房（雑誌）「和菓子特集」

### 講演・イベント活動一部
- 北京食育フォーラム 講演テーマ：「快楽飲食 有趣教育」
- 大連食育フォーラム 講演テーマ：「快楽飲食 有趣教育」
- 瀋陽瀋陽食育フォーラム 講演テーマ：「快楽飲食 有趣教育」
- 遼寧省遼陽市食育フォーラム 講演テーマ：「快楽飲食 有趣教育」
- 北京大学　日本文化体験公流セミナー　[3] 北京大学医学部サイト
- 北京服装学院造花デザインセミナー
- 中国ファッションデザイン協会　デニムフラワーワークショップ　[4] EEFF.NET
- 駐華日本大使館イベント　[5]。